# Ахмед Батаев
Ахмед Батаев е български борец в свободен стил. Състезава се за България от 2020 година, като преди това е състезател на Русия. На европейското първенство по борба в Будапеща през 2022 година печели сребърен медал в категория до 92 килограма.
През май 2021 година пропуска да се класира за олимпийските игри в Токио през 2021 година на квалификацията в София. През 2020 година печели бронзов медал в категория до 97 килограма на индивидуалната световна купа в Белград, Сърбия.

## Успехи
- Европейско първенство по борба 2022, Будапеща – сребърен медал